# Crotaphopeltis
Crotaphopeltis – rodzaj węży z podrodziny Colubrinae w rodzinie połozowatych (Colubridae).

## Zasięg występowania
Rodzaj obejmuje gatunki występujące w Senegalu, Gambii, Mali, Gwinei, Sierra Leone, Liberii, Wybrzeżu Kości Słoniowej, Burkina Faso, Ghanie, Togo, Beninie, Nigerii, Kamerunie, Republice Środkowoafrykańskiej, Sudanie, Ugandzie, Etiopii, Erytrei, Somalii, Kenii, Ugandzie, Gabonie, Kongu, Demokratycznej Republice Konga, Burundi, Rwandzie, Ugandzie, Tanzanii, Zambii, Namnibii, Angoli, Botswanie, Zimbabwe, Malawi, Mozambiku, Eswatini i Południowej Afryce. 

## Systematyka

### Etymologia
- Crotaphopeltis: gr. κροταφος krotaphos „skroń”[5]; πελτη peltē „mała tarcza bez obramowania” (tj. łuska)[6].
- Heterurus: gr. ἑτερος heteros „inny”[7]; ουρα oura „ogon”[8]. Gatunek typowy: Leptodira rufescens J.F. Gmelin, 1789 (= Coronella hotamboeia Laurenti, 1768).

### Podział systematyczny
Do rodzaju należą następujące gatunki: 
- Crotaphopeltis barotseensis Broadley(inne języki), 1968
- Crotaphopeltis braestrupi Rasmussen(inne języki), 1985
- Crotaphopeltis degeni (Boulenger, 1906)
- Crotaphopeltis hippocrepis (J.T. Reinhardt, 1843)
- Crotaphopeltis hotamboeia (Laurenti, 1768)
- Crotaphopeltis tornieri (F. Werner, 1908)